# Oscinisoma rectum
Oscinisoma rectum är en tvåvingeart som först beskrevs av Becker 1911.  Oscinisoma rectum ingår i släktet Oscinisoma och familjen fritflugor.
Artens utbredningsområde är Taiwan. Inga underarter finns listade i Catalogue of Life.